# بسبتنغ السفلى (باقران)
بسبتنغ السفلى (بالفارسية: پسپتنگ سفلی) هي مستوطنة تقع في إيران في قسم باقران الريفي. يقدر عدد سكانها بـ 10 نسمة .